# Hana Aulická Jírovcová
Hana Aulická Jírovcová (* 7. dubna 1981) je česká politička, v letech 2013 až 2021 poslankyně Poslanecké sněmovny PČR, od roku 2002 zastupitelka města Mostu a bývalá členka KSČM.

## Život
Pracuje jako vedoucí oddělení výkaznictví zdravotní péče v Krajské zdravotní, a.s. – Nemocnici Most, o.z.
Působí také jako místopředsedkyně představenstva Sportovní haly Most, a.s., členka správní rady Nadace Student a členka dozorčí rady Hospicu v Mostě, o.p.s.
Hana Aulická Jírovcová je vdaná, žije v mostecké místní části Vtelno.

## Politické působení
Od dubna 2001 do prosince 2021 byla členkou KSČM.
Do politiky vstoupila, když byla ve svých 21 letech zvolena v komunálních volbách v roce 2002 za KSČM do Zastupitelstva města Mostu. Mandát zastupitelky města pak obhájila v komunálních volbách v roce 2006, v roce 2010, v roce 2014 (jako lídryně kandidátky) i v roce 2018. Zároveň je zástupkyní předsedy Komise finanční a členkou Komise investiční Rady města Mostu.
Do vyšší politiky se pokoušela vstoupit, když kandidovala v krajských volbách v roce 2012 za KSČM do Zastupitelstva Ústeckého kraje, ale neuspěla. Přesto působí jako členka Finančního výboru a členka Komise sociální a zdravotní.
Kandidovala také za KSČM v Ústeckém kraji ve volbách do Poslanecké sněmovny PČR, ale v roce 2006 ani v roce 2010 neuspěla. Situace se změnila až ve volbách do Poslanecké sněmovny PČR v roce 2013, kdy kandidovala opět za KSČM v Ústeckém kraji, a to na druhém místě kandidátky a tentokrát byla zvolena poslankyní. Vlivem preferenčních hlasů se sice posunula níže na konečné třetí místo, ale protože KSČM získala v Ústeckém kraji tři křesla, tak to na vstup do Sněmovny stačilo.
Ve volbách do Poslanecké sněmovny PČR v roce 2017 byla lídryní KSČM v Ústeckém kraji. Získala 2 759 preferenčních hlasů, a obhájila tak mandát poslankyně.
Ve volbách do Poslanecké sněmovny PČR v roce 2021 kandidovala na 2. místě kandidátky KSČM v Ústeckém kraji. Zvolena však nebyla, neboť KSČM nepřekročila pětiprocentní hranici nutnou pro vstup do Sněmovny. V prosinci 2021 z KSČM vystoupila.
Ve volbách do Senátu PČR v roce 2022 kandidovala jako nezávislá v obvodu č. 4 – Most. Se ziskem 12,13 % hlasů se umístila na předposledním 4. místě a do druhého kola voleb nepostoupila.
V komunálních volbách v roce 2022 kandidovala jako nezávislá do zastupitelstva Mostu ze 4. místa kandidátky subjektu „Sdružení Mostečané Mostu“ (tj. NS a nezávislí kandidáti). Mandát zastupitelky se jí podařilo obhájit, vlivem preferenčních hlasů skončila druhá.